# Израиль (Звягинцев)
Израиль (в миру Иакинф Звягинцев; ок. 1767 — 1829) — архимандрит Свияжского Богородице-Успенского монастыря Русской православной церкви; педагог, ректор Орловской духовной семинарии.

## Биография

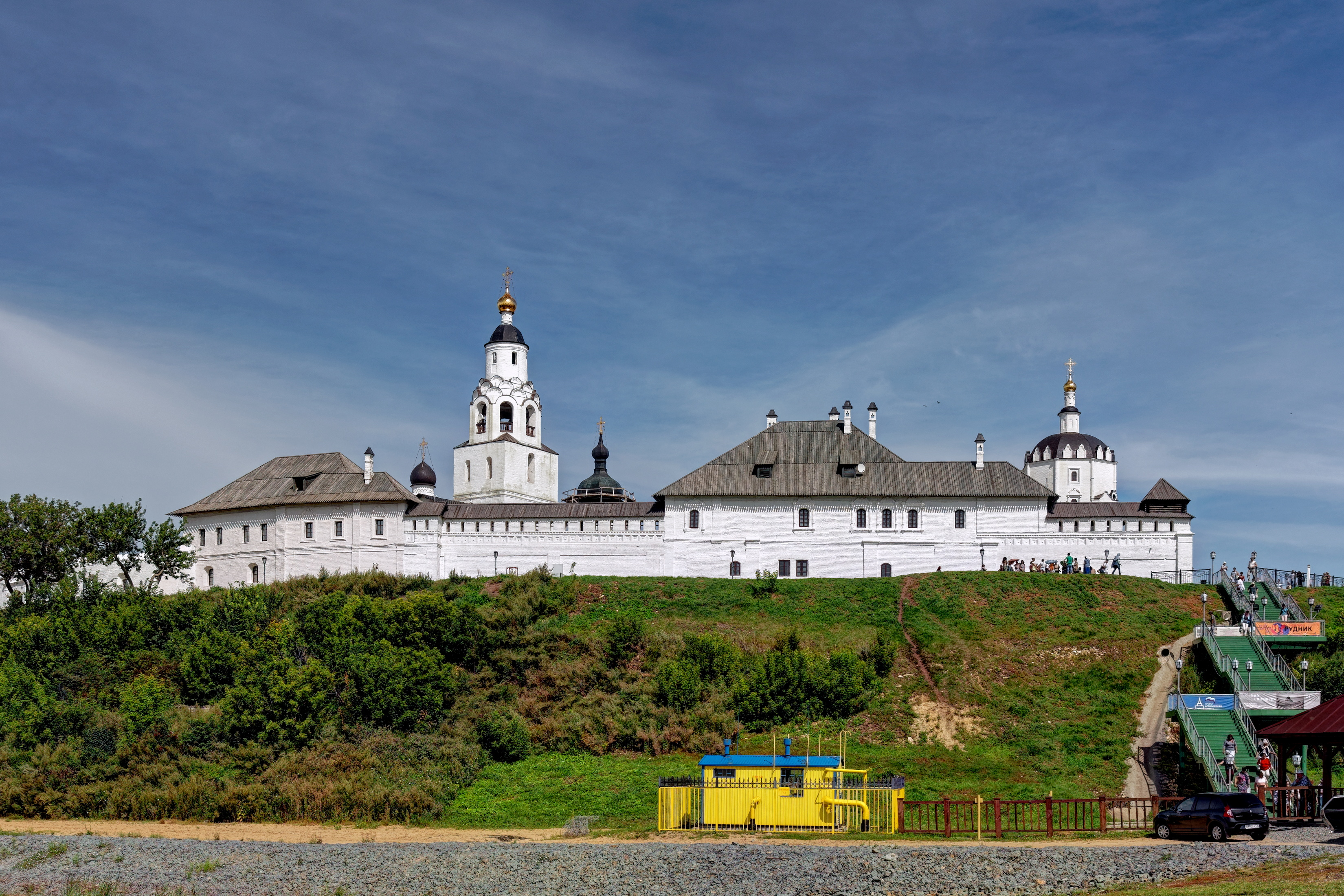
Свияжский Успенский монастырь

Родился около 1767 года; происходил из духовного звания. Учился в Орловской духовной семинарии и затем в Санкт-Петербургской училищной гимназии.
По окончании обучения работал сперва учителем, потом смотрителем народных училищ Санкт-Петербургской губернии. 
В 1799 году Иакинф Звягинцев был определён префектом Орловской духовной семинарии и учителем философии, истории, географии, арифметики и немецкого языка. в 1801 году, 3 марта был пострижен в монашество с именем Израиль, 25 марта рукоположен в иеромонаха, 15 апреля возведён в игумена Брянского Успенского свенского монастыря, назначен присутствующим в консистории и 9 июня определён ректором и учителем богословия в Орловской духовной семинарии; 7 февраля 1802 года был произведён в архимандрита Троицкого Зеленецкого монастыря и назначен учителем философии в Александро-Невской академии, 3 августа того же года определён законоучителем Первого кадетского корпуса и 2 сентября — присутствующим в Петербургской консистории. 
1 февраля 1804 года он был назначен наместником Александро-Невской лавры, префектом академии и учителем философии, немецкого языка, естественной истории и математики; 22 марта 1806 года он был определён настоятелем Сергиевой Приморской пустыни, с удержанием за ним должностей наместника Александро-Невской лавры и префекта Академии. 
С 31 августа 1808 года он находился в Свияжском Успенском монастыре, в 1810—1818 гг. исполняя должность инспектора Казанской духовной академии.
Скончался 26 ноября (8 декабря) 1829 года.

## Источник
- Израиль (Звягинцев) // Русский биографический словарь : в 25 томах. — СПб.—М., 1896—1918.